# Noccaea brevistyla
Noccaea brevistyla là một loài thực vật có hoa trong họ Cải. Loài này được (DC.) Steud. mô tả khoa học đầu tiên năm 1841.